# San Potito Ultra
San Potito Ultra è un comune italiano di 1 481 abitanti della provincia di Avellino in Campania.

## Storia

### Simboli
Il gonfalone è un drappo di azzurro.

## Monumenti e luoghi d'interesse
- Chiesa Madre di Sant'Antonio Abate
- Chiesa di Sant'Antonio da Padova
- Congrega della Madonna del Soccorso
- Palazzo Amatucci
- Palazzo Maffei
- Museo del lavoro

## Società

### Evoluzione demografica
Abitanti censiti

### Lingue e dialetti
Accanto alla lingua italiana, nel territorio di San Potito Ultra è in uso il dialetto irpino.

## Amministrazione
Il comune fa parte dell'Unione dei comuni Terre dei Filangieri.

### Sindaci eletti
| Nome                      | Mandato        | Mandato        | Partito      |
| Nome                      | Inizio         | Fine           | Partito      |
| ------------------------- | -------------- | -------------- | ------------ |
| Francesco Saverio Iandoli | 27 maggio 2013 | 15 maggio 2017 | Lista civica |
| Pasquale Nazzaro          | 10 giugno 2018 | 14 maggio 2023 | Lista civica |
| Riccardo Porfido          | 15 maggio 2023 | in carica      | Lista civica |